# Gaspar Martínez de Andino
Gaspar Martínez de Andino, Mariscal de Campo, gobernador de Puerto Rico desde 1683 a 1690.

## Familia
Nació en El Coronil, Sevilla ca 1612, hijo de Gaspar Martínez, y de su esposa Isabel Gómez de Andino. Falleció en San Juan de Puerto Rico el 11 de febrero de 1697. Casó entre 1665 y 1668 con su sobrina María Pérez de Andino, hija de Francisco Pérez y Leonor de Andino, que falleció en San Juan el 18-4-1718.

## Carrera militar
Gaspar Martínez, sirvió siete años y veintitrés días en la Armada del Océano; diecinueve años, cuatro meses y once días en el Ejército de Cataluña; y seis años, cinco meses y veintidós días en el Ejército de Extremadura,(en total 32 años, diez meses y veintiséis días), antes de tener licencia para estar en la Corte (según documento fechado en Badajoz el 25-5-1668), siendo: soldado, mosquetero, arcabucero, sargento, alférez, ayudante de sargento mayor vivo y reformado, capitán de infantería, ayudarte de teniente de maestre de campo general, sargento mayor de tercio, teniente de maestre de campo general y Maestre de Campo el 14-6-1668. 
1630 y 1631 – En la Armada en la Jornada que hizo a Brasil, D. Antonio de Oquendo, y en la batalla que tuvo con la Armada de “Olanda” en aquellas costas – Procediendo con valor. (En otro documento dice además “llevando tropas a Pernambuco (Brasil) enfrentándose a los Holandeses en aquella histórica batalla en que fue derrotado el Almirante Pater.”).
- 1632 – Con el Marqués de Montalván con la gente que llevó a los Pasajes para sacar la capitana de la Armada.
- 1634 – Estando en Cascaes con la gente de su Tercio salió en dos Saeteras a la vuelta del cabo de San Vicente.
- 1635 – Fue a Brasil con la Armada que llevó D. Lope de Oses y se peleó con la Armada de "Olanda" – Procediendo con mucha satisfacción -.
- 1636 – Vuelve a España y pasó con la Armada a las costas de Cataluña llevándole a su cargo D. Antonio de Oquendo. 1637 – Salió de allí con licencia.
- 1640 – Vuelto a continuar sus servicios, sentó plaza en la compañía de Baltasar Pantoja. En 17 de octubre y con su tercio entró en Colibre (Colliure) y se halló en aquellas primeras ocasiones y en la del sitio y restauración de Salces, haciendo servicios particulares y recibiendo heridas, y en el socorro que el Marqués de Torrecusa introdujo a Perpiñán peleando con el enemigo. Y después en el sitio de Colibre donde salió muchas veces a corso en una barquilla a embarazar los barcos que pasaban a Cataluña con víveres y otros que iban a Etna, tomando algunos, con que mantuvo la plaza algunos días y después tomó un Barcón y peleó con una Saetía de catalanes y franceses en que iban más de 50 hombres, saliendo en esta ocasión herido y escapando los pliegos que traía para SM y después salió con la gente que de Colibre paso por Francia cuando se rindió y vino por Aragón a incorporarse con el ejército del Marqués de Torrecusa en el Campo de Tarragona.
- 1645 - Hallóse en el reencuentro sobre las Horcas de Lérida con el Marqués de Leganés y en la toma del castillo de Aytona, ataque de Mirabete donde fue hecho prisionero y trasladado a Barcelona, y habiéndole sacado Diego Caballero por canje se halló en Rosas en los encuentros que tuvo con la caballería francesa, toma de Palao y en el sitio que se puso a Rosas cumplió con su obligación hasta que salió rendido con la demás guarnición el año de 1645, y habiendo vuelto de la prisión ese año se halló en el intentado socorro de Balaguer
- 1646 – Dentro de Lérida estando sitiada y gobernándola Gregorio Brito en los dos sitios que se pusieron a dicha plaza - a gran satisfacción de sus superiores -.
- 1651 –Estando sirviendo en Lérida gobernándola Pedro Valenzuela envió a suspender a Arbeca en 7 de diciembre, siendo uno de los primeros capitanes de su regimiento nombrado, y habiéndole tocado con la gente a su cargo la Manguardia (Vanguardia) tomó una escala y la arrimo a las murallas y sirvió con gran valor ganando y sustentando un puesto tan avanzado y peligroso hasta que se rindió el castillo.
- 1653 – Siendo Ayudante del Maestre de Campo General en el socorro que Su Alteza introdujo a Gerona. Y con su orden fue guiando los escuadrones de infantería que se hallaban en aquella facción procediendo con mucho valor y el Sr. Don Juan le ordenó asistiese en Barcelona lo que hizo hasta el año de 1660.
- 1660 – Vino a la corte con orden del Marqués de Mortara a traer preso al capitán de caballos Baltasar de Urbina, lo cual ejecutó y S. M. le hizo merced de Sargento Mayor del Tercio de Granada con el que pasó a servir a Extremadura en el año de 1661.
- 1662 - Se halla en el sitio de Gurumella penetrando en Portugal, donde se le ordenó quedase en su tercio en Monforte y Lacumar
- 1663 - En el sitio de Évora-ciudad, batalla que se tuvo con los portugueses junto a Estremoz en cuya ocasión quedó prisionero.[note 2]

- 1669 – Varios escritos de 2 de marzo, 9 y 10 de mayo, y 26 de mayo dirigidos a S.M. por la gente principal aprobando los procedimientos de este sujeto y dicen que es celoso, desinteresado, de gran experiencia, aplicación y digno.

Nota: El expediente militar que he resumido y transcrito está fechado en Madrid a 14 de septiembre de 1669.
Con su mujer abandona España el 13-2-1669 (Docs). También le acompaña su sobrino y criado Baltasar Pérez Casado, 
1683 - Promovido a Gobernador de Puerto Rico (Docs), tiene un problema con el gobernador de La Habana por no hacerle los honores a su rango (Docs) y en el escrito de reclamación y relato de lo sucedido dice, entre otras cosas, que hace más de 50 años que sirve a su Majestad. 
- 1683 a 1685 – Fue nombrado Gobernador de Puerto Rico el 21-10-1681 (por un periodo de tres años), Entregó el Castillo del Morro de La Habana (fecha desde la que comenzó a cobrar como Gobernador) el 13-1-1683. Se embarcó en La Habana el 26-5-1683 y tomó posesión en San Juan de Puerto Rico el 14-7-1683. 1686 - Se le prorroga el mandato por otro periodo de tres años (por su buen comportamiento)- Real Cédula en Buen Retiro de 9-7-1686. 1687 - Comisión a Manuel de la Cruz Ahedo, oidor de la Audiencia de Santo Domingo para que proceda contra Baltasar de Andino (en realidad Baltasar Pérez Casado)por los excesos que cometió durante el mandato de su tío.
- 1690 – Gaspar cesa como Gobernador y es sustituido por Gaspar de Arredondo el 5-5-1690 (la fecha del título de este es de 2-11-1689) 1690 a 1697 – Después de tomarle la Residencia es procesado por el contrabando y otros 15 cargos que se le imputan a su sobrino y cuñado Baltasar de Andino (Docs) y de los que le hacen responsable así como de su fuga. Estuvo algún tiempo preso pero fue indultado y perdonado por S.M. (El juicio duró 4/5 años y la sentencia del Consejo de Indias tiene fecha de 3-3-1695, en la que dice que tiene que pagar una multa de 62.000 pesos, de los que salieron fiadores la Infantería de Puerto Rico, y se le priva de sus cargos políticos y militares y se le pide al Rey que se le confine en el presidio que estime conveniente). Entre los cargos a su sobrino están los de tener tienda, intervenir en los asuntos del gobierno, ser nombrado por su tío alcalde del Morro, y hasta 15 cargos de contrabando. Baltasar consiguió escapar de la prisión y en una balandra portuguesa llegó a Curaçao. Después pasó a España donde consiguió la revisión del juicio y regreso a Puerto Rico donde se le devolvieron los bienes incautados, llegando a ser nombrado Contador de la Real Hacienda de Puerto Rico.
- 1697 – Fallece en San Juan de Puerto Rico el 11 de febrero.[note 3][note 4]

## Títulos y Despachos (Docs)
- 7-4-1661 Madrid - Real Título de Sargento Mayor del Tercio de gente que levanta la ciudad de Granada (1000 hombres) para el Ejército de Extremadura – Don Felipe, por la gracia …..
- 5-5-1663 Badajoz - Real Título de Theniente de Maestre de Campo – Fdo. D. Juan por mandato de Su Alteza.
- 14-6-1668 Madrid - Real Despacho de Maestre de Campo. D. Carlos, por la gracia, etc.. 116 escudos de sueldo al mes. Hace mención de sus méritos y que le sirvió 36 años a esta parte.
- 25-10-1668 Madrid – Real Título de Alcaide del Castillo del Morro de La Habana. Don Carlos, por la gracia …. Os elijo y nombro por mi Alcayde y Capitán de dicho fuerte del Morro nombrado de los tres Reyes y de la gente ….600 ducados de sueldo al año que valen 225.000 maravedíes desde el día en que os hiciésedes a la vela en uno de los puertos de San Lucar de Barrameda o Cádiz… no os detengáis en el viaje más de dos meses – Fdo. Yo La Reyna. En la contaduría de contratación de Indias se tomó razón, en Sevilla 3-2-1669.
- 21-10-1681 San Lorenzo El Real – Real Título de gobernador y capitán general. Don Carlos, etc… Por tiempo y espacio de 3 años más o menos…. Salarios de 1600 ducados al año desde el día en que os embarquéis en La Habana… de esta merced no hay que pagar la media annata… Yo el Rey.

## Cédulas de Gracia a su favor o al de sus hijos: (Docs)
- 17-9-1661 Madrid - Real Cédula - Sueldo de Sargento Mayor.
- 24-9-1682 Madrid - Real Cédula – Pensión anual de 300 ducados de plata en la provincia de Yucatán. “me ha servido 43 años efectivos”. Está firmada en Madrid a 10-11-1681 y se puso en los libros en 24 de septiembre de 1682.
- 12-9-1683 Madrid - Decreto – Gracia de que alguno de sus hijos o quien casare con alguna de sus hijas vistiese el hábito de una de las tres Órdenes Militares.
- 22-10-1683 Buen Retiro - Real Cédula – A que a sus hijos Francisco y Josef Pablo se les dispensase la edad para sentar plaza en esta de Puerto Rico o en La Habana por ser naturales de aquella ciudad. Podrán gozar del sueldo cuando cumplan 9 años y abonen la media annata (10 escudos de 10 reales de plata).
- 17-2-1684 Madrid - Real Cédula – Manda se le abone el sueldo de Gobernador desde el día que entregó el Castillo del Morro. Lo entregó el 13-1-1683 y no se pudo embarcar hasta el 26-5-1683.
- 20-1-1737 El Pardo – Real Cédula – Para que se le satisficiese y entregara a doña Isabel Feliciana después de la muerte de su padre, la cantidad que este hubiese devengado de cualquier ramo.

## Documentación que se pueden consultar en archivos públicos
- (ES.41091.AGI/16403.15.122//INDIFERENTE,122, N.30) - Méritos y servicio 18-6-1668.
- (ES.41091.AGI/16403.15.122//INDIFERENTE,127, N.66) - Méritos y servicio 14-9-1679.
- (ES.41091.AGI/16404.42.3.229//CONTRATACION,5436, N.24) – Licencia de pasajeros 13-2-1669.
- (ES.41091.AGI/16404.46.7.3//CONTRATACION,5790, L.1, F.56-57- Nombramiento de Alcaide del Castillo del Morro 25-10-1668
- (ES.47161.AGS/19.11/SGU,7147,19 // Está el nombramiento de Gobernador en el Expediente de su nieto
- (ES. 41091.AGI/16403.2.108// Santo_Domingo,107, R.2, N.36) – Incidencia en La Habana de 1683.
- (ES. 41091.AGI/16403.2.160// Santo_Domingo,159, R1, N2) – Cartas de Gobernadores de 1683.
- (ES. 41091.AGI/16403.2.160// Santo_Domingo,159, R12, N.34) – 1688/1695 - Causa con Baltasar de Andino su sobrino. Baltasar era teniente en el Castillo del Morro de La Habana en 1684 y dice que se llama Baltasar Casado de Andino y que es de El Coronil Su padre Francisco Pérez de Burgos, de la villa de El Coronil y su madre también.

Ver también: ESCRIBANIA,1192 – Una sentencia de 1696 (no hay más detalles) y CONTRATACION; 5464, N.2, R.93, Baltasar de Andino, Pasajero a Indias, lleva con él a su sobrino Juan Beloso.
Ver el Exp – 2346 en el AHNaval, con la información para el ingreso como Guardiamarina de Juan Ortiz de Zárate y Martínez de Andino. Trae 260 folios con información sobre sus antepasados incluso un árbol genealógico pintado a color.

## Descendientes[note 6]
- - Isabel Feliciana Martínez de Andino y Pérez. (La Habana 14-1-1671, bautizada en la parroquia de San Cristóbal el 31-1 fol 194 vto. / después de 1737)
- - Laureana Martínez de Andino y Pérez. (La Habana 9-11-1673, bautizada en San Cristóbal el jueves 23-11, fol 218 / entre 1692 y 1697)
- - Gaspar Adrian Martínez de Andino y Pérez. (La Habana 8-9-1675, bautizado en San Cristóbal el lunes 30-9, fol 33 vto. / antes de 1697)
- - Juana Josefa Martínez de Andino y Pérez. (La Habana 5-5-1677, bautizada en San Cristóbal el jueves 18-5, fol 64 / entre 1692 y 1697).
- – Josef Francisco Pablo, Martínez de Andino, y Pérez. (La Habana, Cuba el 30-6-1678 y bautizado en la parroquia de San Cristóbal el martes 26-7, fol 86vto. / Falleció en San Juan ca 1730. Sigue su descendencia más adelante.
- - Francisco Baltasar Martínez de Andino y Pérez. (La Habana 21-5- 1681, bautizado en San Cristóbal el 3-6-1681 fol, 142 vto. / antes de 1697.[note 7]

### Nietos
- José Francisco Pablo Martínez de Andino y Pérez, capitán de infantería, casó en la Catedral de San Juan de Puerto Rico, parroquia de Nuestra Señora de los Remedios el 18-4-1718, libro 1 folio 409, con María de Figueredo y Santiago, hija del Alférez Domingo Figueredo y de su esposa Bárbara Santiago, y tuvieron los siguientes hijos:

- - Josefa Martínez de Andino y Figueredo (San Juan 26-5-1720)

- - Juan José Martínez de Andino y Figueredo (San Juan 27-7-1721), casado tres veces, con María de Allende Naba, Francisca Dávila Dávila y Bárbara Dávila Polanco.

Sus hijos: No se conocen de la primera mujer, y de la segunda tuvo a: 
1. Juan de la Encarnación Martínez de Andino y Dávila (San Juan 24-3-1750). Chantre, Doctor en Teología por la Universidad de Santo Domingo, Canónigo y Racionero de la Catedral.

Con Bárbara Dávila tuvo a:
1. Margarita Martínez de Andino y Dávila, casada con Lorenzo Ortiz de Zárate y Fernández de Landa, Coronel.
2. María del Rosario Martínez de Andino y Dávila, casada con el tesorero real Ignacio Ramón de Ezpeleta
3. Vicente Martínez de Andino y Dávila, coronel, destacado junto con su hermano Emigdio cuando el intento de invasión inglesa de 1797, casado con Josefa Dávila y Dávila
4. Pablo Martínez de Andino y Dávila
5. Bárbara Martínez de Andino y Dávila, casada con José Joaquín Coronado de Molina y Miñarro
6. María de los Dolores Martínez de Andino y Dávila, casada con Juan Dávila Ramírez de Arellano
7. Josefa María Martínez de Andino y Dávila, casada con Félix de la Cruz y de la Torre, Regidor del Ayuntamiento de San Juan
8. Orosia Martínez de Andino y Dávila, casada con Federico Garcen Sant Just, Coronel
9. Emigdio Martínez de Andino y Dávila, muerto soltero en un lance de honor con el gobernador Gonzalo de Arostegui.

- Gaspar Martínez de Andino Figueredo (San Juan 11-1-1723), Capitán de Infantería, casado con Josefa Ferrer y Ximénez de Villarán, padres de:

1. María de los Remedios Martínez de Andino y Ferrer.
2. Juana Josefa Martínez de Andino y Ferrer, casada con Antonio de Medina y Mantilla, y en segundas nupcias con Francisco Antonio de Goyena Soriano
3. Ana Martínez de Andino y Ferrer, casada con Andrés Nicolás Vizcarrondo y Manzi, Coronel, Jefe de las Milicias Disciplinadas.
4. José de la Encarnación Martínez de Andino y Ferrer, adoptó el nombre de José de Andino y Amézquita, conocido como el primer periodista Puertorriqueño, casó con Rosalía Antonia de la Roca
5. Francisco Henrico Martínez de Andino y Ferrer, procurador síndico de San Juan de Puerto Rico, casado con Bárbara de Paredes.
6. Antonia Martínez de Andino y Ferrer, casada con el capitán Antonio Medina Mantilla
7. Miguel Martínez de Andino y Ferrer, presbítero, provisor y vicario general del Obispado de Puerto Rico
8. María del Rosario Martínez de Andino y Ferrer, esposa del coronel Ramón de Villalonga y de la Fuente.
9. Antonio Sotero Martínez de Andino y Ferrer
10. Manuel Dionisio Martínez de Andino y Ferrer, casado con María Visitación del Carmen Casado y Correa